# Зсувний цирк

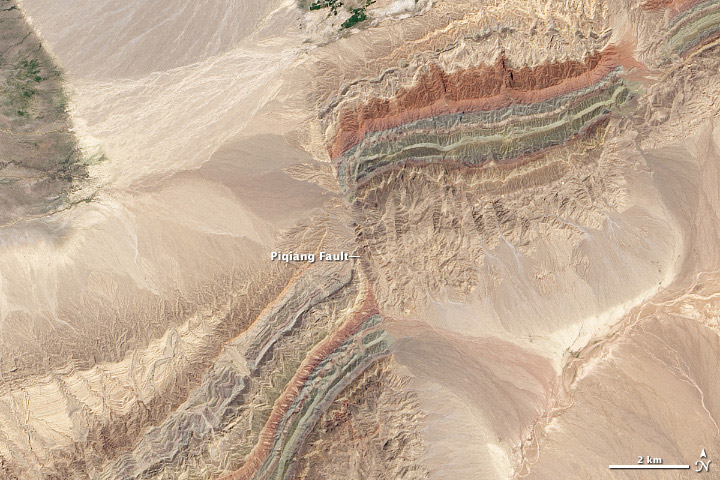
Зсувний цирк (праворуч) в районі зсуву у Такла-Макан. Китай.

Зсувни́й цирк — улоговина у вигляді амфітеатру, що утворюється в горах на крутих схилах, в основі яких залягають пластичні гірські породи, що зумовлюють розвиток зсувів.